# 아할테케
아할테케(Akhal-Teke)는 투르크멘 말 품종이다. 그들은 속도와 지구력, 지능, 독특한 금속 광택으로 유명하다. 이 품종의 반짝이는 털은 "황금마"라는 별명을 갖게 했다. 이 말은 혹독한 기후 조건에 적응했으며 현존하는 가장 오래된 말 품종 중 하나로 생각된다. 현재 전 세계에 약 6,600마리의 아할테케가 있으며, 주로 투르크메니스탄에 있지만 유럽과 북미 전역에서도 발견된다. 아할은 투르크메니스탄의 코페트다그산맥 북쪽 경사면을 따라 늘어선 오아시스의 이름이다. 이곳에는 투르크멘족의 테케 부족이 살고 있다.
아할테케의 원래 조상에 관한 몇 가지 이론이 있으며, 일부는 수천 년 전으로 거슬러 올라간다. 아할테케는 아마도 투르크멘 말로 알려진 더 오래된 품종의 후손일 것이며 일부는 그것이 같은 품종이라고 주장한다. 투르크메니스탄의 부족들은 품종 개량하여 말의 혈통을 구두로 기록하고 공격에 썼다. 이 품종은 러시아 제국과의 전쟁에서 쓰였으며 패배하면서 제국에 흡수되었다. 투르크멘 종마는 현대 온혈을 포함하여 다른 많은 품종에 영향을 미쳤으며, 최근 연구에 따르면 투르크멘 종마는 서러브레드의 발전에 상당한 기여를 했다는 것이 확인되었다. 그러나 오늘날 모든 아할테케가 서러브레드 씨수말 계통을 가졌을 가능성도 있다. 혈통서는 1932년에 닫혔다. 소련은 1941년에 700마리 이상의 말을 포함하여 최초의 품종 등록을 인쇄했다.

## 기타
아할테케는 투르크메니스탄의 공식 국장과 지폐, 투르크메니스탄 및 기타 국가의 우표에 표시된다.

우표와 지폐에 등장하는 아할테케 말
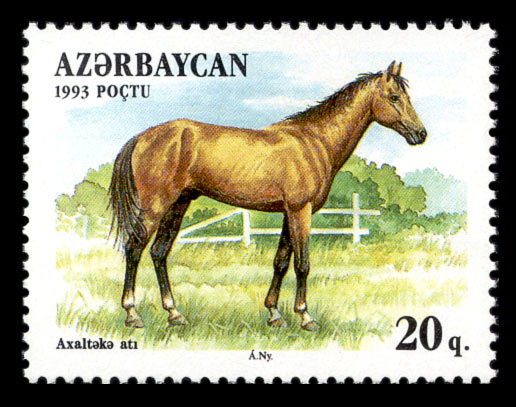
아제르바이잔 (1993)
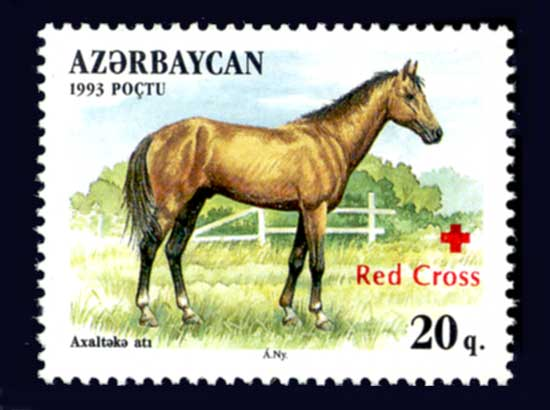
아제르바이잔 (1997)
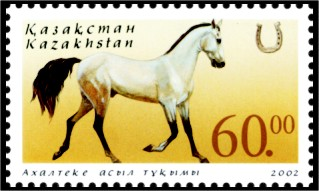
카자흐스탄 (2002)
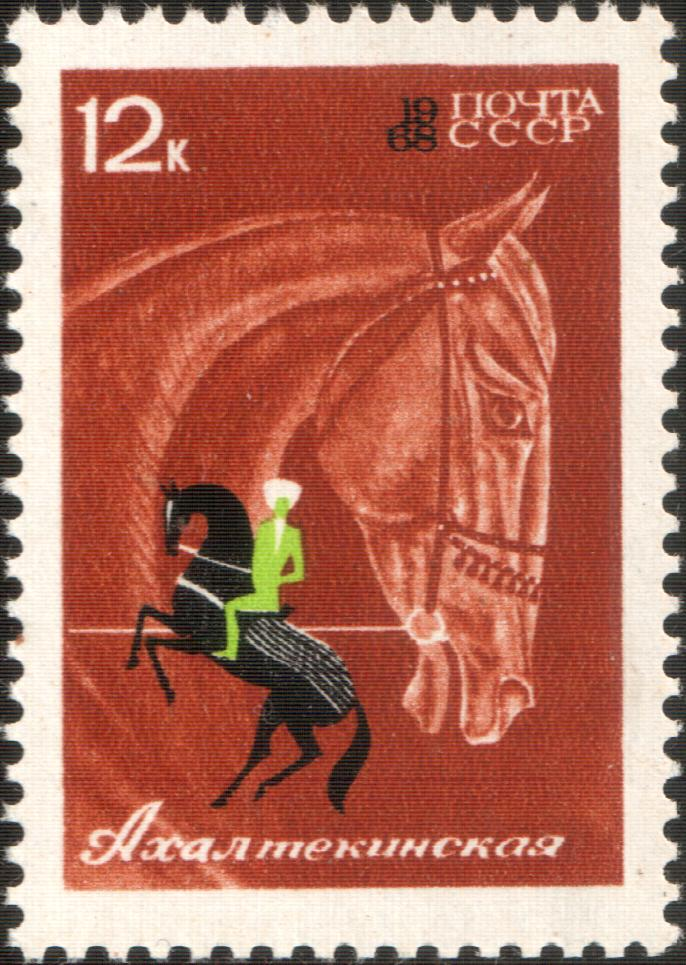
USSR (1968)
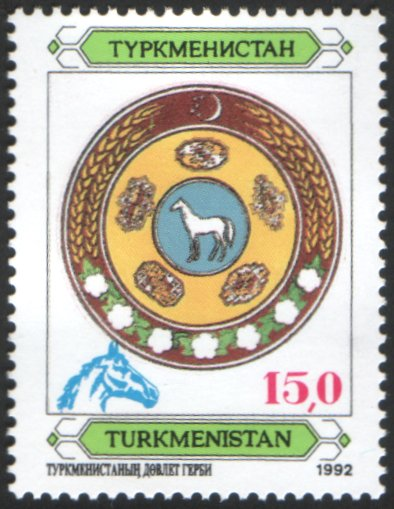
투르크메니스탄 (1992)
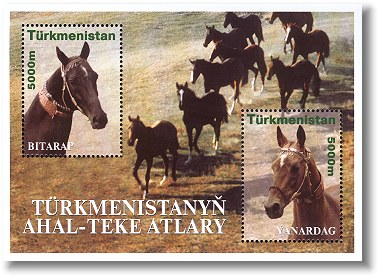
투르크메니스탄 (2001): 소형 시트
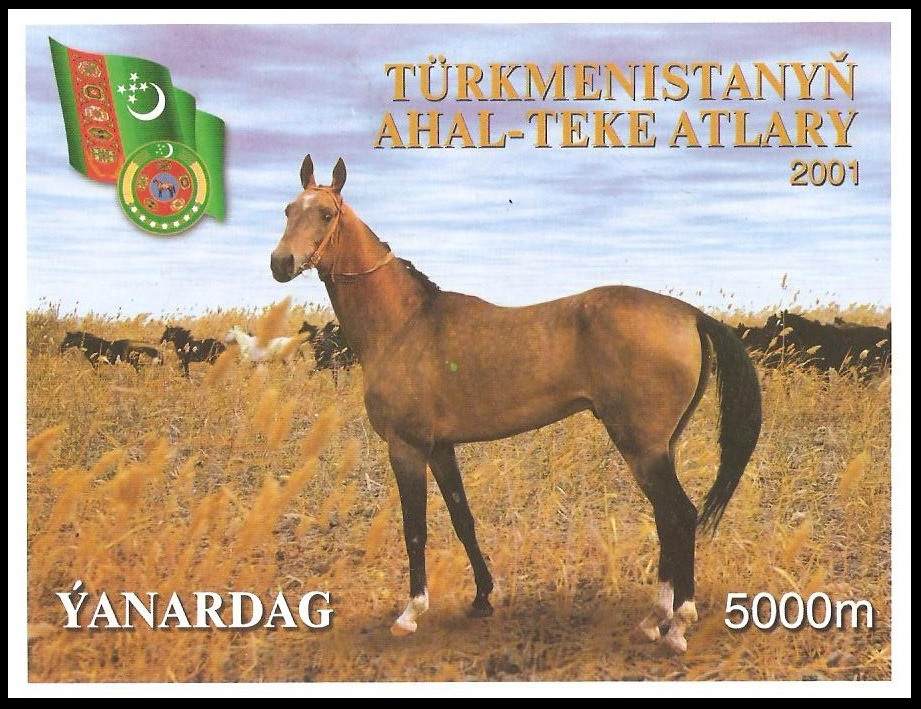
투르크메니스탄 (2001): 소형 시트 (야나르다그)
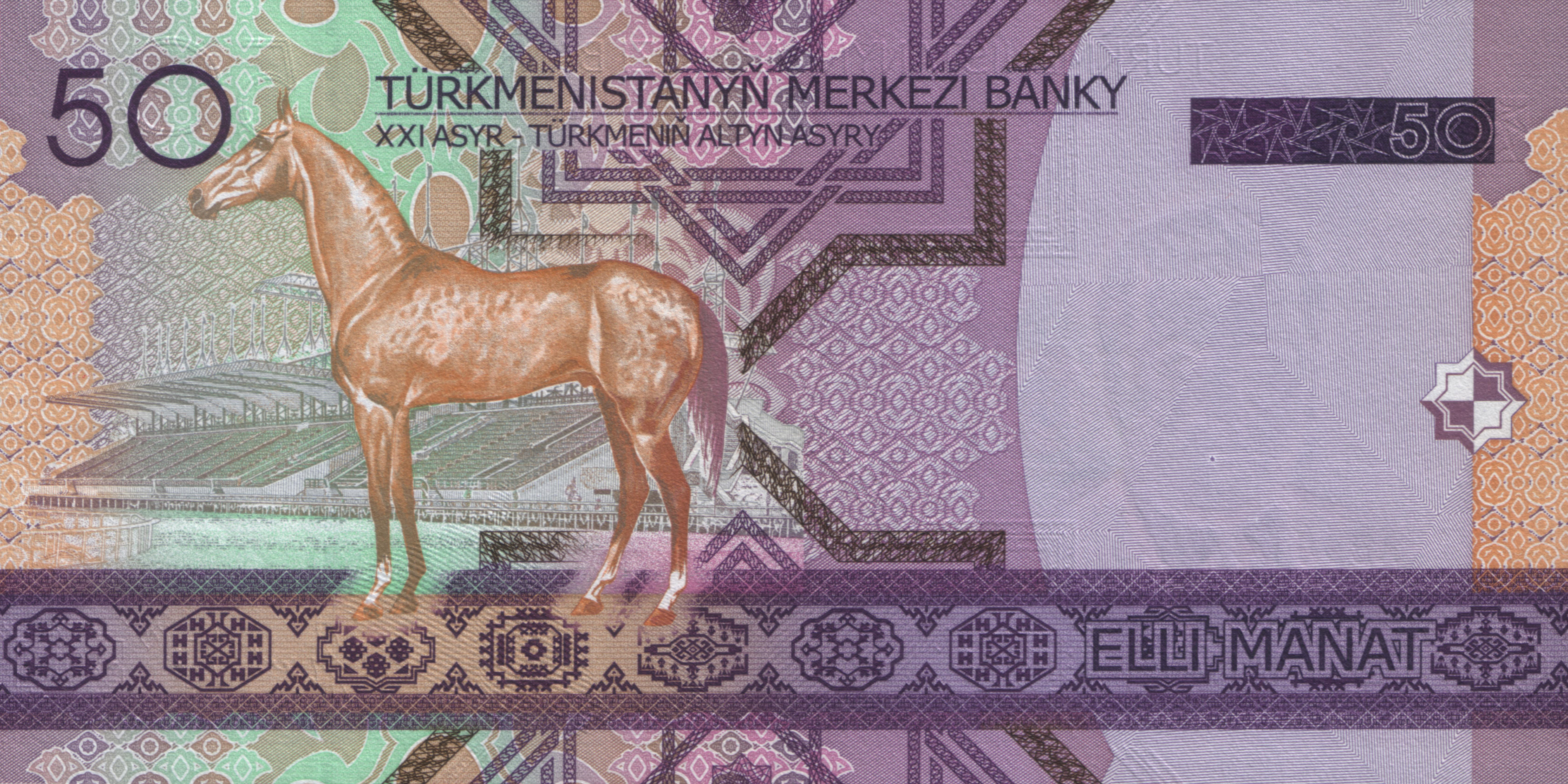
투르크메니스탄 마나트

## 기념물
투르크메니스탄의 여러 도시에는 아할테케 기념비가 있다. 아시가바트에 가장 많은 조각품이 있다.

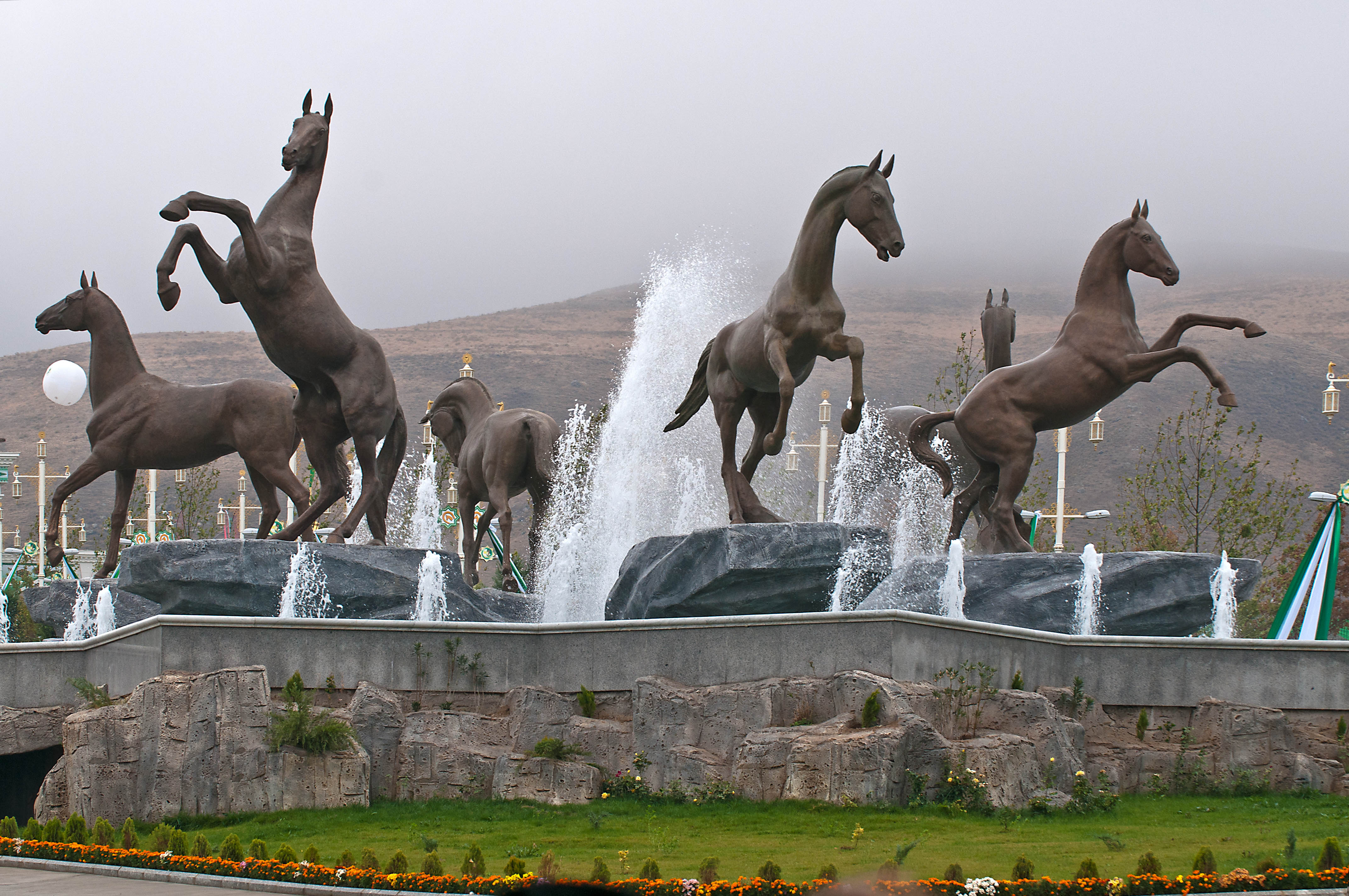
국제 승마 경기장 내 기념비

## 같이 보기
- 투르크멘 말
- 압생트 (씨말)